# Зайцеві
Зайцеві (Leporidae) — родина ссавців з ряду зайцеподібних (Lagomorpha). Охоплює понад 70 сучасних видів. Природно різні види зайцевих поширені на всіх континентах, крім Австралії та Антарктиди. Кріль європейський завезений людьми в Австралію і на деякі острови Океанії, де став причиною справжнього екологічного лиха.

## Таксономія
Типовий рід родини — Заєць (Lepus).

### Класифікація
- Родина Leporidae Fischer de Waldheim, 1817
  - Підродина †Archaeolaginae
    - Рід †Archaeolagus Dice, 1917
    - Рід †Hypolagus Dice, 1917
    - Рід †Notolagus Wilson, 1938
    - Рід †Panolax Cope, 1874

  - Підродина Leporinae Trouessart, 1880
    - Рід †Alilepus Dice, 1931
    - Рід Bunolagus
    - Рід Caprolagus Blyth, 1845
    - Рід Lepus Linnaeus, 1758
    - Рід Nesolagus Forsyth Major, 1899
    - Рід †Nuralagus Lilljeborg, 1874
    - Рід Oryctolagus Lilljeborg, 1874
    - Рід Pentalagus Lyon, 1904
    - Рід †Pliolagus Kormos, 1934
    - Рід †Pliosiwalagus Patnaik, 2001
    - Рід Poelagus
    - Рід †Pratilepus Hibbard, 1939
    - Рід Pronolagus Lyon, 1904
    - Рід Romerolagus Merriam, 1896
    - Рід †Serengetilagus Dietrich, 1941
    - Рід Sylvilagus Gray, 1867

  - Підродина †Palaeolaginae Dice, 1929
    - Триба †Dasyporcina Gray, 1825
      - Рід †Agispelagus Argyropulo, 1939
      - Рід †Aluralagus Downey, 1968
      - Рід †Austrolagomys Stromer, 1926
      - Рід †Aztlanolagus Russell & Harris, 1986
      - Рід †Chadrolagus Gawne, 1978
      - Рід †Coelogenys Illiger, 1811
      - Рід †Gobiolagus Burke, 1941
      - Рід †Lagotherium Pictet, 1853
      - Рід †Lepoides White, 1988
      - Рід †Nekrolagus Hibbard, 1939
      - Рід †Ordolagus de Muizon, 1977
      - Рід †Paranotolagus Miller & Carranza-Castaneda, 1982
      - Рід †Pewelagus White, 1984
      - Рід †Pliopentalagus Gureev & Konkova, 1964
      - Рід †Pronotolagus White, 1991
      - Рід †Tachylagus Storer, 1992
      - Рід †Trischizolagus Radulesco & Samson, 1967
      - Рід †Veterilepus Radulesco & Samson, 1967

    - Триба incertae sedis
      - Рід †Limitolagus Fostowicz-Frelik, 2013
      - Рід †Litolagus Dawson, 1958
      - Рід †Megalagus Walker, 1931
      - Рід †Mytonolagus Burke, 1934
      - Рід †Palaeolagus Leidy, 1856

## Поширення
Сьогодні заселяють усі континенти, крім Антарктиди. До Австралії були завезені людьми.

## Біологія
Зазвичай пересуваються стрибками. Часто живуть у норах чи ущелинах, не роблять запасів на зиму та не впадають у сплячку.

## Морфологія
Задні кінцівки значно довші за передні. Вуха довгі, загострені, хвіст пухнастий. Деякі види на зиму змінюють забарвлення шерсті на біле. У верхній щелепі мають дві пари різців, перша з яких постійно росте і потребує стирання.